# Edward John Russell
Pour les articles homonymes, voir Russell.
 Edward John Russell, officier de l'Empire britannique, membre de la Royal Society (31 octobre 1872 - 12 juillet 1965), est un spécialiste britannique de la chimie du sol, directeur de la station expérimentale de Rothamsted de 1912 à 1943. Il est à l'origine de la création de l'Imperial Agricultural Bureaux, futur Commonwealth Agricultural Bureaux, dans le but d'améliorer les échanges d'informations à l'échelle internationale, dans le domaine de l'agriculture.

## Biographie
Russell naît à Frampton-on-Severn, dans le Gloucestershire. Il est le fils aîné du révérend Edward T. Russell, ancien instituteur. Il étudie successivement au Carmarthen Presbyterian College, à l'université d'Aberystwyth puis à l'université Victoria de Manchester. Il obtient son doctorat en chimie à l'université de Londres en 1902.
Russell travaille comme démonstrateur et conférencier au département de chimie de l'Université Victoria à partir de 1898. Il est nommé chef de département à l'Agricultural College Wye en 1892, poste qu'il occupe jusqu'en 1907, lorsqu'il est recruté en qualité de chimiste du sol à Rothamsted. En 1913, est nommé directeur de la station de recherche, succédant à Alfred Daniel Hall. Il poursuit son travail sur la chimie du sol, en lien avec la nutrition des plantes. Il recrute RA Fisher en 1919, afin de mener des études statistiques. Il est nommé officier de l'Ordre de l'Empire britannique en 1918, en raison du travail accompli au cours de la Première Guerre mondiale en tant que conseiller technique au Département de la production alimentaire. Il est fait chevalier en 1922. 
Russell préside la Geographical Association en 1923 et la British Science Association en 1948-1949. 
Il est l'auteur du trente-cinquième volume de la collection New Naturalist, paru en 1957 : The World of the Soil. L'un de ses fils, Walter, deviendra également spécialiste des sols.
Edward Russell est enterré au cimetière Saint-Nicolas, à Harpenden.

## Livres
- Soil conditions and plant growth (1912, 1915, 1917, 1921)
- Lessons on soil (1912)
- The Fertility of the Soil (1913)
- A student's book on soils and manures (1921)
- The micro-organisms of the soil (1923)
- Manuring for higher crop production (1916)